# Yamila Nizetich
Yamila Nizetich, född 27 januari 1989 i Córdoba, Argentina, är en volleybollspelare (vänsterspiker).
Hon har spelat med Argentinas landslag sedan 2008 och bland annat deltagit i OS 2016 och 2020 och VM 2014 och 2022.